# Patrick Achi
Patrick Achi (París, 17 de noviembre de 1955) es un político marfileño, que se desempeñó como primer ministro de Costa de Marfil entre 2021 y 2023.
Miembro del Partido Democrático de Costa de Marfil, Achi también se desempeñó en dos ocasiones como Ministro de Infraestructura Económica de Costa de Marfil.

## Biografía

### Primeros años y educación
Nació en Francia, hijo de padre marfileño y madre bretona.
En 1979 obtuvo una maestría en física de la Universidad Félix Houphouët-Boigny en Costa de Marfil, una licenciatura en ingeniería e infraestructura de la Escuela Superior de Electricidad y una maestría en administración de la Universidad de Stanford.

### Carrera profesional
Antes de incorporarse al sector público, Achi trabajó durante 17 años en el sector privado, como consultor en estrategia y gestión. 
En 1983 comenzó a trabajar como consultor de Arthur Andersen en su sede en París. En 1988 fue designado como director técnico de las operaciones de consultoría de esta empresa en los países francófonos de África Occidental y Central.
En 1992 creó su propia firma de consultoría, llamada Strategy & Management Consultants, y entre 1995 y 1997 fue asesor del Ministerio de Hacienda, contribuyendo a la reforma monetaria de ese país.
Entre 1997 y 1999 fue asesor del Ministerio de Energía, estando encargado de la reforma al sector energético. Ese mismo año, fue designado como asesor del Primer Ministro Seydou Diarra en la reforma de la industria cafetera.

## Carrera política
En octubre de 2000, Achi fue nombrado por primera vez como Ministro de Infraestructura Económica por el gobierno de Pascal Affi N'Guessan. Ocupó el cargo hasta 2010, volviéndolo a ocupar entre abril de 2011 y enero de 2017.
En 2011 fue elegido a la Asamblea Nacional de Costa de Marfil. En 2013 fue elegido presidente del Consejo Regional de La Mé, siendo reelegido en 2019.
El 16 de abril de 2020, Achi dio positivo la prueba de COVID-19 y se aisló a sí mismo hasta nuevo aviso.
Tras la muerte del Primer Ministro y candidato de la coalición oficialista Rassemblement des houphouëtistes pour la démocratie et la paix (RHDP) para las elecciones presidenciales de octubre de 2020, Amadou Gon Coulibaly, en julio de 2020, se mencionó la posibilidad de que Achi fuera su reemplazo. Finalmente, el entonces presidente Outtara buscó la reelección, siendo designado Achi como jefe de campaña.
Tras el nombramiento de Hamed Bakayoko como sucesor de Coulibaly en el primer ministerio, fue nombrado como Ministro de Estado y Secretario General de la Presidencia, convirtiéndose así en la tercera persona más importante del gobierno, solo por detrás del primer ministro y el presidente.
Cercano al presidente Alassane Ouattara, también trabajó como portavoz del gobierno de este.

### Primer Ministro
Fue nombrado primer ministro interino el 8 de marzo de 2021, asumiendo las funciones del primer ministro Hamed Bakayoko, quien había sido hospitalizado. Bakayoko murió dos días después. Desde la muerte de Coulibaly, ya se esperaba que Achi se convirtiera en Jefe de Gobierno.
En octubre de 2021, su nombre fue mencionado en los Pandora Papers. Controló al menos hasta 2006 Allstar Consultancy Services Limited, una compañía offshore ubicada en las Bahamas y creada en 1998 a través de un nominado, mientras que Achi fue comisionado gubernamental de la Compañía de Electricidad de Costa de Marfil (CIE) y asesor técnico del Ministro de Energía.
Su gobierno fue disuelto por el presidente Ouattara el 6 de octubre de 2023, siendo sucedido por Robert Beugré Mambé a partir del 17 de octubre.